# Le Bal Bullier (Paris)
Pour les articles homonymes, voir Le Bal Bullier.
Le Bal Bullier est un tableau peint par Sonia Delaunay en 1913. Cette huile sur toile à matelas de format panoramique représente des danseurs de tango au bal Bullier dans un style orphique. Elle est conservée au musée national d'Art moderne, à Paris.

## Expositions
Elle est conservée au Centre national d'art et de culture Georges-Pompidou plus précisément au Musée national d'Art moderne. 
- Le Cubisme, Centre national d'art et de culture Georges-Pompidou, Paris, 2018-2019.